# Itzehoer SV
Der Itzehoer Sportverein von 1909 e. V. war ein von 1909 bis zu seiner Insolvenz im Jahr 2018 bestehender Sportverein aus Itzehoe in Schleswig-Holstein. Die Fußballer des ISV gehörten nach dem Zweiten Weltkrieg über mehrere Jahrzehnte zu den stärksten Vereinen Schleswig-Holsteins und erzielten ihren größten Erfolg mit der Teilnahme an der damals erstklassigen Oberliga Nord 1950/51. Vierzehn Jahre später gelang dem Verein mit dem Aufstieg in die Regionalliga Nord erneut der Sprung in die – nach Einführung der Fußball-Bundesliga nunmehr zweitklassige – höchste Spielklasse des Norddeutschen Fußballverbandes. Dort hielten sich die Steinburger für insgesamt neun Spielzeiten, ehe sie 1974 die Qualifikation für die 2. Fußball-Bundesliga verpassten.
Nachdem der Itzehoer SV im landesinternen Vergleich bereits in seiner Regionalliga-Zeit an dritter Stelle hinter Holstein Kiel und dem VfB Lübeck gelegen war, gelang es ihm mit dem 8. Platz in der Oberliga-Saison 1974/75 zum ersten und einzigen Mal, die beste Platzierung aller Mannschaften aus Schleswig-Holstein zu erreichen. Auch in den kommenden drei Jahrzehnten nahm der achtmalige SHFV-Landesmeister noch mehrfach am überregionalen Spielbetrieb in der dritt- oder (ab 1994) viertklassigen Oberliga teil, ehe die Fußballabteilung aus dem ISV ausgegliedert wurde und für einige Jahre im FC Itzehoe aufging. Überregional bekannt waren die Itzehoer darüber hinaus für ihre Kegelsportabteilung, die unter anderem in der 1. Kegel-Bundesliga spielte.

## Geschichte
Gegründet wurde der Verein am 3. Oktober 1909 als Fußball-Club Preußen von 1909. Dieser schloss sich 1945 mit Askania, einem Verein des 1933 aufgelösten ATSB, sowie dem Leichtathletik- und Fußballverein Eintracht zum ISV 09 zusammen. Preußen und Askania hatten bereits 1923 mit Genehmigung des NFV ein Fußballspiel gegeneinander ausgetragen, ein zu der Zeit ungewöhnliches Ereignis, da sich der „bürgerliche“ und der Arbeitersport grundsätzlich strikt voneinander abgrenzten.
Während der Itzehoer SV seit seiner Vereinsgründung im Wesentlichen aus den beiden Sparten Fußball und Kegeln bestand, wurden beim Vorgängerverein Preußen Itzehoe auch weitere Sportarten betrieben. Erfolgreich waren unter anderem die Leichtathleten, die mit mehreren Sportlerinnen bei den Deutschen Meisterschaften vertreten waren. Bei den Deutschen Leichtathletik-Meisterschaften 1929 kamen mit Annchen Groth (Gold), Käthe Alpen (Silber) und Ilse Laumann (Bronze) alle drei erstplatzierten Schlagballwerferinnen aus Itzehoe.
Im Dezember 2017 wurde bekannt, dass der Itzehoer SV zahlungsunfähig sei und Insolvenz anmelden werde. Im Januar 2018 wurde der Insolvenzantrag gestellt. Der Spielbetrieb wurde seitdem fortgesetzt und der Klassenerhalt in der Verbandsliga „eigentlich“ noch geschafft. Am 1. Juni 2018 wurde jedoch das Insolvenzverfahren eröffnet und der Verein galt damit als aufgelöst. Als Nachfolgeverein wurde der Itzehoer SV 2.0 gegründet. Diesem gelang 2024/25 der Aufstieg in die Kreisklasse A.

## Fußballabteilung

### Geschichte

#### Vorkriegszeit als Preußen Itzehoe
Während die Vorgängervereine Askania und Eintracht mit ihren Fußballsparten zu keinem Zeitpunkt überregional in Erscheinung traten, war dies beim FC Preußen Itzehoe anders: Bereits in den 1910er-Jahren gehörte der Verein den jeweils höchsten Spielklassen an, deren Namen damals ebenso oft wechselten wie die Zuschneidung der Ligen. In der Saison 1913/14 kam es in der Weststaffel des Bezirkes Schleswig zu zwei Liga-Lokalderbys gegen den 1906 gegründeten Verein Cimbria Itzehoe. 1919/20 wurde Preußen Meister der höchsten Spielklasse im Bezirk Schleswig, dem zu diesem Zeitpunkt nicht nur Vereine aus dem schleswig-holsteinischen Landesteil Schleswig, sondern auch aus Dithmarschen und dem Kreis Steinburg angehörten. In der anschließenden Endrunde um die Norddeutsche Meisterschaft scheiterte Preußen Itzehoe allerdings schon in der 1. Runde an der Turnerschaft Lübeck (2:7).
Auch in den folgenden Jahren gehörten die Itzehoer der jeweils höchsten Spielklasse in Schleswig-Holstein an, erreichten allerdings fast durchgängig Platzierungen im unteren Tabellendrittel. Nach der Fußball-Revolution, spätestens aber mit Einführung der Gauligen 1933, sank die Bedeutung Preußen Itzehoes: der Verein blieb bis zum Ende des Zweiten Weltkriegs zweit- und drittklassig, obwohl sich mit Werner Widmayer 1933 ein Nationalspieler dem Verein anschloss. „Führende Fußballkraft“ im Kreis Steinburg war in dieser Zeit Fortuna Glückstadt: der Verein spielte auch drei Jahre lang in den Gauligen Nordmark und Schleswig-Holstein.

#### 1945 bis 1951: Die erfolgreichste Zeit der Itzehoer Ostpreußen
Da eine Wiederzulassung unter dem Namen Preußen Itzehoe nicht auf die Zustimmung der Britischen Militärregierung hoffen konnte, fusionierte der Verein nach dem Ende des Zweiten Weltkriegs mit Askania und Eintracht zum Itzehoer Sportverein von 1909. Die politischen Umstände der Nachkriegszeit nahmen auf den ISV dabei von Beginn an einen erheblichen Einfluss: Mit den Flüchtlingen aus den ehemaligen deutschen Ländern jenseits der Oder-Neiße-Linie kamen ab 1945 auch erstklassige Fußballspieler nach Schleswig-Holstein und verteilten sich zunächst auf rund ein Dutzend Vereine im nördlichsten Bundesland. Wie kein zweiter Verein im Land profitierten die Itzehoer von dieser Entwicklung und bemühten sich ab 1946 – nicht nur in Schleswig-Holstein – erfolgreich um die Erweiterung des Spielerkaders durch Flüchtlingsfußballspieler. Nachdem Kurt Baluses, Kurt Krause und Kurt Lingnau (alle drei vom Eckernförder SV), Erwin Scheffler (von Rot-Weiß Niebüll), Hans Klinger (vom TuS Nortorf), Rudolf Schönbeck (zuletzt in Berlin) sich dem Verein anschlossen, verfügte der Verein zeitweise zusammen mit Gerhard Reich, der sich gleich dem ISV angeschlossen hatte, allein über (mindestens) sieben Kicker, die vor Ende des Zweiten Weltkrieges für den zuletzt fünfmaligen Ostpreußenabonnementmeister VfB Königsberg aufliefen, so dass die ISV-Mannschaft vereinsintern selbst schon „VfB Königsberg“ genannt wurde. Dazu kamen Spieler aus anderen ehemaligen Ostvereinen wie beispielsweise Fritz Langner aus Breslau (kam ebenfalls vom Eckernförder SV) oder Kurt Dittmer aus Stettin (kam von der SpVgg Erkenschwick). Einziger und zugleich erfolgreichster Itzehoer in der damaligen Stammelf war Karl-Heinz Priebe, wenngleich auch andere Itzehoer wie Helmut Schmuck und Hugo Ohlsen zum Spielerkader zählten. Mit Ekkehard Kunkel (kam auch vom Eckernförder SV) war ein weiterer Schleswig-Holsteiner dabei. Baluses, Krause, Lingnau, Scheffler, Schönbeck (Ostpreußen), Langner (Schlesien) und Dittmer (Pommern) waren vor 1945 Auswahlspieler ihrer Landesverbände.
Mit dem neuen Kader stieg der Itzehoer SV zügig zu einer Spitzenmannschaft in Schleswig-Holstein auf. Bei der Landesmeisterschaft Schleswig-Holstein 1946/47 qualifizierten sich die Steinburger durch knappe Siege gegen Flensburg 08 und den Lübecker BV-Phönix für die Endrunde. Hier spielten sie gemeinsam mit dem VfB Lübeck, Holstein Kiel und Kilia Kiel um die beiden schleswig-holsteinischen Plätze in der neuen Oberliga Nord, die fortan die höchste Spielklasse der zukünftigen Länder Niedersachsen, Bremen, Hamburg und Schleswig-Holstein bilden sollte. Nach einer Auftaktniederlage beim VfB Lübeck gestaltete der ISV seine Heimspiele gegen Holstein (2:1) und den VfB (2:2) erfolgreich und hatte – trotz einer 0:3-Niederlage beim Letztplatzierten FC Kilia – den Aufstieg in die Erstklassigkeit in eigener Hand. Im entscheidenden Spiel unterlag man am 8. Juni 1947 jedoch der KSV Holstein und musste letztlich mit einem Platz in der Landesliga Vorlieb nehmen. Dort spielte Itzehoe aber insbesondere in den ersten beiden Spielzeiten eine recht dominante Rolle und sicherte sich die Landesmeisterschaften vor Kilia Kiel (1948) und Eutin 08 (1949). Die Aufstiegsspiele verliefen dabei zunächst weniger glücklich: Sowohl 1948 als auch 1949 schlossen die ISV-Fußballer die Aufstiegsrunde punktgleich mit einer weiteren Mannschaft auf dem jeweils letzten Aufstiegsplatz ab, was in beiden Spielzeiten Entscheidungsspiele erforderlich mache: 1948 unterlagen die Schleswig-Holsteiner dem 1. SC Göttingen 05, 1949 scheiterten sie in dieser Phase am Harburger TB.
1950 holten die Steinburger unter Spielertrainer Kurt Baluses ihre dritte Schleswig-Holstein-Meisterschaft, der Weg dorthin verlief nach einem zwischenzeitlichen neun-Punkte-Rückstand auf den Lübecker BV-Phönix jedoch wesentlich holpriger. Trotzdem gelang ihnen im dritten Anlauf der anvisierte Aufstieg in die Erstklassigkeit: Nach einer Auftaktniederlage beim Blumenthaler SV holten die Fußballer vom Sportpark am Lehmwohld aus den nächsten drei Spielen 6:0 Punkte und sicherten sich damit vermeintlich den vorzeitigen Aufstieg. Eine Verbandsentscheidung führte allerdings dazu, dass Eintracht Osnabrück durch ein Nachholspiel nach Abschluss der Runde zunächst wieder am ISV vorbeizog und dessen Aufstieg noch einmal in Gefahr geriet – ein Protest seitens der Steinburger gegen diese Entscheidung führte allerdings zur Aufstockung der Oberliga und machte den Sprung in die erste Liga perfekt. In seiner einzigen Oberliga-Saison hatte der Itzehoer SV anschließend aber von Beginn an einen schweren Stand und konnte mit den großen Vereinen des Norddeutschen Fußballverbandes nicht mithalten. Unter anderem gegen den Ligaprimus Hamburger SV (0:9) oder den 1. SC Göttingen 05 (1:8) setzte es zum Teil deutliche Niederlagen, die für den frühzeitigen Wiederabstieg in den Amateurfußball sorgten. Mit 9:55 fehlten am Ende nicht nur 17 Punkte zum Erreichen des Klassenerhalts – in der ewigen Tabelle der erstklassigen Oberliga Nord belegt der ISV damit auch den letzten Platz.

#### 1951 bis 1965: Der ISV in der Amateurliga Schleswig-Holstein
Die geographische und wirtschaftliche Lage der Stadt und des Vereins verhinderten in den 1950er-Jahren den dauerhaften Sprung in den Bereich des halbprofessionellen Fußballs. Mehrere Leistungsträger verließen zu dieser Zeit den Itzehoer SV und wechselten zum Teil innerhalb Schleswig-Holsteins, zum Teil aber auch – wie etwa im Fall von Erwin Scheffler, der zum Südwest-Oberligisten 1. FC Kaiserslautern ging – über die Landesgrenzen hinaus. Nichtsdestotrotz blieben die Steinburger weiterhin eine Spitzenmannschaft im Schleswig-Holsteinischen Fußballverband und hatten noch mehrfach realistische Aussichten auf eine Rückkehr in die Oberliga Nord. Bereits in der direkt auf den Oberliga-Abstieg folgenden Saison 1951/52 verpasste man die Landesmeisterschaft auf besonders dramatische Weise: Am Karfreitag 1952 gastierten die ISV-Fußballer als Tabellenführer beim VfB Lübeck im mit 14.000 Zuschauern besetzen Stadion an der Lohmühle und verwalteten das angestrebte 0:0-Unentschieden bis in die Schlussphase des Spiels. In der 89. Spielminute gelang Horst Kiow allerdings doch noch der entscheidende Treffer zum 1:0-Sieg der Gastgeber, was einerseits zu tumultartigen Szenen auf dem Spielfeld durch jubelnde Lübecker Zuschauer führte, andererseits aber auch auf energischen Widerspruch der Itzehoer Spieler stieß. Aus Sicht der Itzehoer war der dem Treffer vorangegangene Eckball noch nicht freigegeben, weshalb die Gäste den anschließenden Anstoß aus Protest nicht mehr ausführten und die zweiminütige Nachspielzeit stillstehend auf dem Platz verbrachten.

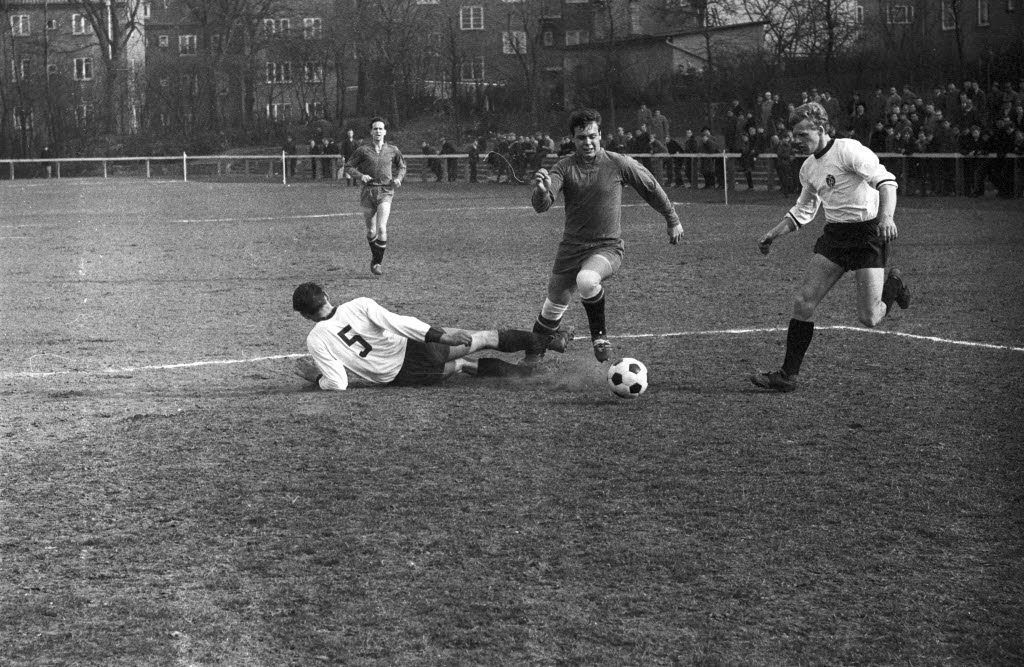
Spielszene gegen Borussia Gaarden aus der Saison 1964/65

 1954 gewann der ISV seine vierte Landesmeisterschaft und zog das erste Mal nach dem Abstieg 1951 wieder in die Aufstiegsrunde zur Oberliga ein. Hier war man jedoch chancenlos, unter anderem weil sich mit Torwart Rudolf Schönbeck einer der Leistungsträger kurz vor Beginn der Aufstiegsspiele schwer verletzte. Schönbeck übernahm wenig später das Traineramt von Erfolgscoach Baluses, wobei auch der dadurch erfolgte Umbruch in der Mannschaft kurzfristig erst einmal keine größeren Auswirkungen auf die Leistungsfähigkeit der Steinburger hatte. Zwei Dritten Plätzen in den Spielzeiten 1955/56 und 1956/57 folgte mit der Vizemeisterschaft 1957/58 nämlich die dritte Teilnahme an der Aufstiegsrunde, die beinahe den überraschenden Wiederaufstieg in die Oberliga gebracht hätte: Mit den erfolgreichen Heimspielen gegen die favorisierten Mannschaften des ASV Bergedorf 85 (7:1) sowie des SV Arminia Hannover (2:1) erarbeiteten sich die Schleswig-Holsteiner eine hervorragende Ausgangslage und hätten im abschließenden Auswärtsspiel bei Bergedorf mit einem Unentschieden die Rückkehr in die Erstklassigkeit sichern können. Vor 18.000 Zuschauern verlor man in Hamburg jedoch mit 2:5 und verblieb in der Amateurliga.
In den folgenden Jahren rutschten die ISV-Fußballer phasenweise in das Mittelfeld der Amateurliga Schleswig-Holstein ab, die nach Einführung der Fußball-Bundesliga ab 1963 nur noch drittklassig war. Trotzdem setzte man sich das Ziel, schnellstmöglich in die zweitklassige Regionalliga Nord aufzusteigen, die die Oberliga als höchste Spielklasse des Norddeutschen Fußballverbandes abgelöst hatte. Nach einem spannenden Rennen mit dem Westküsten-Rivalen vom Heider SV sicherten sich die Holsteiner 1964/65 ihre fünfte Landesmeisterschaft und bestritten auch die anschließende Aufstiegsrunde erfolgreich: Nach einem 1:0-Sieg beim TSR Olympia Wilhelmshaven kehrten sie am 5. Juni 1965 in den überregionalen Fußball zurück.

#### 1965 bis 1974: Neun Spielzeiten im Abstiegskampf der Regionalliga
In Anbetracht der teilweise äußerst prominenten und ambitionierten Konkurrenz, mit der sich die ISV-Elf fortan in der Regionalliga messen musste, blieb der Kampf um den Klassenerhalt in den kommenden Jahren stets eine große Herausforderung. Hierzu trug nicht zuletzt die Tatsache bei, dass der ISV als Verein aus einer ländlichen Mittelstadt in Schleswig-Holstein finanziell über erheblich geringere Möglichkeiten verfügte als die meisten anderen Regionalligisten: Während man zur ersten Saison mit Peter Flegel und Eberhard Herbst noch zwei ehemalige Profispieler von Hannover 96 verpflichten konnte, rekrutierte der ISV seine Verstärkungen in den kommenden Jahren hauptsächlich aus dem Amateurlager. Dementsprechend fanden sich die Westküsten-Fußballer nahezu durchgehend in der unteren Tabellenhälfte, schafften den Klassenerhalt in den ersten Jahren aber immer mit mehreren Punkten Vorsprung.

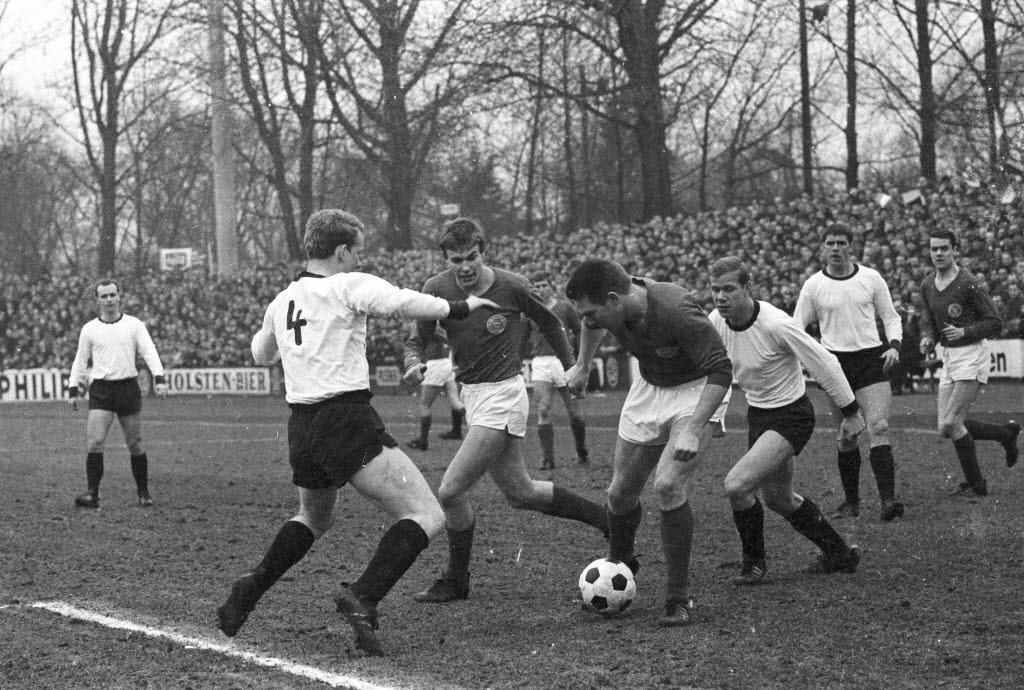
In der Regionalliga traf man unter anderem auf Landesrivale Holstein Kiel

 Zu Beginn der 1970er-Jahre verlief der Abstiegskampf der Regionalliga noch einmal deutlich spannender und dauerte nicht selten bis zum letzten Spieltag an. 1969/70 gelang Itzehoe die endgültige Rettung erst am letzten Spieltag durch ein 2:1-Sieg über den VfB Oldenburg, im darauf folgenden Jahr mussten die Steinburger bis zum vorletzten Spieltag zittern. Trotz verhältnismäßig namhaften Zugängen, unter anderem vom VfB Lübeck und dem FC St. Pauli, wurde die Saison 1972/73 schließlich zum dramatischsten Regionalliga-Jahr der Itzehoer Fußballer: Nachdem sie am vorletzten Spieltag durch eine 0:3-Derbyniederlage gegen den Heider SV auf einen Abstiegsplatz gerutscht waren, benötigten sie einen Punktgewinn gegen den haushoch favorisierten VfL Osnabrück, um die Liga-Zugehörigkeit zu wahren. Nach einem 0:1-Rückstand hatte Erich Roschkowski die Gelegenheit, per Strafstoß den Ausgleich zu erzielen, scheiterte jedoch in zwei Versuchen – der erste Versuch musste aufgrund eines Regelverstoß des Osnabrücker Torwarts wiederholt werden – an VfL-Schlussmann Werner Kamper. Punktgleich mit dem OSV Hannover wäre der Itzehoer SV aufgrund des schlechteren Torverhältnisses eigentlich abgestiegen, profitierte aber von einer anschließend beschlossenen Aufstockung der Liga auf 19 Mannschaften.
Im Qualifikationsjahr zur 2. Fußball-Bundesliga rechnete man sich keine großen Chancen auf das Erreichen der neuen Profi-Liga aus und strebte von vorneherein die Teilnahme an der zukünftigen Oberliga Nord an. Als 17. wurde die direkte Qualifikation für diese Spielklasse zwar zunächst verpasst, mit vier Siegen in der Relegationsrunde gegen den 1. FC Phönix Lübeck, den Büdelsdorfer TSV, den VfL Pinneberg und den VfR Neumünster gelang sie im Nachhinein aber doch noch verhältnismäßig souverän. Insgesamt gehörten die Holsteiner nach ihrem Aufstieg für neun Jahre der Regionalliga an und belegen in der Ewigen Tabelle dieser Spielklasse den elften Platz. Sowohl im Hinblick auf die Anzahl der Spielzeiten als auch auf die gesammelten Punkte war der Itzehoer SV in dieser Zeit nach Holstein Kiel und dem VfB Lübeck der erfolgreichste Verein aus dem Schleswig-Holsteinischen Fußballverband.

#### 1974 bis 1994: Itzehoe zwischen dritter und fünfter Liga
Im Bezug auf den landesinternen Vergleich sollte auch die erste Oberliga-Spielzeit eine Besonderheit bieten: Als Achtplatzierter der neuen Spielklasse war man zum ersten und einzigen Mal die Nummer eins im nördlichsten Bundesland vor der Konkurrenz aus Kiel und Lübeck. Ähnlich wie in den vorangegangenen Jahren sollte aber auch die Itzehoer Oberliga-Zeit vom ständigen Abstiegskampf geprägt sein. 1975/76 wurde man nur Vorletzter, konnte aber dank des Aufstiegs gleich zweier Norddeutscher Vereine (Arminia Hannover und VfL Wolfsburg) in die 2. Bundesliga dennoch die Klasse halten. Ende 1970er-Jahre hatten die Steinburger mit immer größeren wirtschaftlichen Problemen bei einem zeitgleich weiter zurückgehenden Zuschauerzuspruch zu kämpfen. Trotzdem hielt sich die ISV-Elf weiterhin in der dritten Liga und erzielte 1979/80 sogar wieder eine Platzierung im gesicherten Mittelfeld. Zur Saison 1980/81 wurde Bernd Brehme ISV-Trainer. Als 1981 letztlich doch der Abstieg erfolgte, kehrte der Itzehoer SV nach sechzehn Spielzeiten oberhalb der SHFV-Ebene in Folge – auch dies gelang in Schleswig-Holstein bis heute nur noch Holstein Kiel und dem VfB Lübeck – in die viertklassige Verbandsliga zurück. Die hohen Schulden des Vereins machten sich jedoch auch in der höchsten Landesspielklasse bemerkbar und trugen dazu bei, dass der Klub erstmals seit mehreren Jahrzehnten nicht mehr zur Landesspitze gehörte. 1983 drohte sogar der Absturz in die sportliche Bedeutungslosigkeit, wobei der ISV durch ein 1:1 am letzten Spieltag gegen den TSV Plön den Abstieg in die fünfte Liga noch verhindern konnte.
Nach dem Verkauf einiger Besitzstände konnten die finanziellen Probleme ab Mitte der 1980er-Jahre etwas gelindert werden, weshalb der Verein zu dieser Zeit auch sportlich wieder an erfolgreichere Zeiten anknüpfen konnte: Trainer Volker Bernsee formte 1985 ein Team, das sich gleichermaßen aus jungen Talenten und erfahrenen ISV-Spielern, die zum Teil noch in der Regionalliga für die Steinburger an den Start gingen, zusammensetzte. Mit dieser Mannschaft stieß man wieder in die Spitzengruppe der Liga hervor und konnte sowohl 1985 als auch 1986 die Meisterschaft gewinnen. Durch den Titel im Jahr 1986 wurden die Westküsten-Fußballer für drei Jahre zum (gemeinsamen) Rekordmeister im SHFV. Der Höhenflug war aber letztlich nur von kurzer Dauer, da die Rückkehr in die Oberliga in beiden Jahren nicht gelang. Nach dem zweiten Scheitern in der Aufstiegsrunde verließen mehrere Leistungsträger den Verein wieder und der Verein fiel ins Mittelfeld der Verbandsliga zurück.
1988/89 erfolgte erstmals der Abstieg in die fünftklassige Landesliga, die man jedoch als Meister abschloss und sofort wieder verlassen konnte. Trotzdem verblieb die ISV-Elf in dieser Phase ihrer Vereinsgeschichte stets in der unteren Tabellenhälfte der höchsten Landesspielklasse. Dies änderte sich erst mit der Einführung der Oberliga Hamburg/Schleswig-Holstein zur Saison 1994/95. Pünktlich zu dieser Ligareform platzierte Itzehoe sich erstmals seit sieben Jahren wieder unter den besten sechs Mannschaften und war damit nach dreizehn Jahren wieder im überregionalen Fußball vertreten.

#### 1994 bis 2018: Aus dem überregionalen Fußball bis zur Vereinsauflösung
Nach einem knappen Klassenerhalt in der Auftaktsaison hielt sich der Itzehoer SV in den kommenden Jahren im sicheren Mittelfeld der Oberliga Hamburg/Schleswig-Holstein und stieß 1999 sogar bis in das obere Tabellendrittel vor. Erneut waren es jedoch finanzielle Probleme, die es verhinderten, dass sich die Fußballer vom Lehmwohld im überregionalen Fußball etablieren konnten. Langjährige Streitigkeiten mit den Hauptsponsoren wirkten sich auch auf die Ligamannschaft aus, die 1999/2000 als Vorletzter die Oberliga verlassen musste – im Nachhinein war dies die letzte Viertliga-Saison in der Vereinsgeschichte des Itzehoer SV von 1909.
Die sportliche Situation war dabei zunächst keineswegs ausweglos: Anders als in den 1980er-Jahren gehörten die Westküsten-Fußballer nämlich wieder zu den stärkeren Mannschaften der Spielklasse und erwarben mit einem Titelgewinn in der Verbandsliga-Saison 2004/05 auch das erneute Spielrecht für die Oberliga. Die wirtschaftliche Situation war aber auch im Jahr 2005 das entscheidende Problem, das verhinderte, die achte – und letzte – Landesmeisterschaft zu einem Wiederaufstieg zu nutzen. Im Anschluss an diese Entscheidung fiel der Itzehoer SV sportlich zunehmend zurück und musste als amtierender Meister den Abstieg in die Bezirksoberliga hinnehmen. Wie schon 1990 erreichten die Kreisstädter den sofortigen Wiederaufstieg, konnten aber auch in der Schleswig-Holstein-Liga zu keinem Zeitpunkt mehr an die früheren Erfolge anknüpfen: Mit nur neun gesammelten Punkten erfolgte 2010 der letzte und endgültige Abstieg aus der höchsten Spielklasse Schleswig-Holsteins.
Zur Saison 2010/11 endete zunächst die Tradition der ISV-Herren als eigenständige Mannschaft: In der sechstklassigen Verbandsliga Schleswig-Holstein Süd-West bildeten sie eine Spielgemeinschaft mit Türk Spor Itzehoe und waren dabei mit dem Gewinn des Meistertitels sogar äußerst erfolgreich. Aufgrund der SHFV-Statuten durfte die Spielgemeinschaft jedoch nicht in die Schleswig-Holstein-Liga aufsteigen. Die Fußballsparten des ISV und von Türk Spor wurden in der Folge aus ihren Vereinen ausgegliedert und fusionierten trotz einiger vereinsinterner Unstimmigkeiten auf ISV-Seite zum FC Itzehoe. Auch die kurze Geschichte des FCI war am Ende von seiner wirtschaftlichen Situation geprägt und endete in einem Rückzug in die siebtklassige Kreisliga.
Das Scheitern des FC Itzehoe ermöglichte den Fußballern ein letztes Comeback unter dem Dach des Itzehoer Traditionsvereins. In der Saison 2016/17 erreichte die 1. Mannschaft als Tabellenvierter den Wiederaufstieg in die Verbandsliga, die nach einem weiteren Neuzuschnitt jetzt Verbandsliga West heißt. Dort endete mit einem 12. Platz in der Spielzeit 2017/18 die mehr als einhundert Jahre andauernde Fußballtradition im anschließend aufgelösten Itzehoer Sportverein von 1909.

### Ligazugehörigkeit
Mit Ausnahme der Spielzeiten 1989/90 und 2006/07, als die Mannschaft in die Landes- beziehungsweise Bezirksoberliga abgestiegen war, spielte der ISV nach dem Zweiten Weltkrieg bis zu seiner vorläufig letzten Saison im Jahr 2010 mindestens in der höchsten schleswig-holsteinischen Spielklasse mit unterschiedlichen Namen (Landesliga, 1. Amateurliga, Verbandsliga, ab 2008/09: Schleswig-Holstein-Liga) und dem Klassenrang von der Zweitklassigkeit (1947–1963) bis zur Fünftklassigkeit. Dabei wurde die Fußballmannschaft des Itzehoer SV acht Mal Schleswig-Holstein-Meister. Die folgende Zeitleiste gibt einen Überblick über die Spielklassenzugehörigkeit von 1947 bis 2010:

### Teilnahme an weiteren Wettbewerben
In seiner Vereinsgeschichte nahm der Itzehoer SV an mehreren Pokalwettbewerben auf Bundes-, Regionalverbands- oder Landesebene teil. Im DFB-Pokal war man insgesamt fünf Mal vertreten und erreichte 1977/78 durch einen 2:1-Sieg gegen Borussia Brand aus Aachen auch einmal die 2. Hauptrunde des Wettbewerbs. Als eines der Highlights der Vereinsgeschichte gilt das Aufeinandertreffen mit dem damaligen Spitzenverein 1. FC Köln im Jahr zuvor, auch wenn die Begegnung mit dem späteren Pokalsieger mit 0:7 verloren ging.
Um sich für den DFB-Pokal qualifizieren zu können, mussten die Westküsten-Fußballer zunächst im ab 1952 ausgespielten NFV-Pokal bestehen. Bei zehn Teilnahmen kam der ISV sieben Mal über die erste Hauptrunde hinaus und war 1967 auch in der dritten und letzten Hauptrunde erfolgreich: Nach Siegen über den BV Cloppenburg (6:1) und Eintracht Bremen (5:0) gelang hier durch ein 2:1-Erfolg nach Verlängerung gegen Arminia Hannover der Einzug in den DFB-Pokal. Ab der Saison 1974/75 kam schließlich dem SHFV-Pokal, den Itzehoe bis dahin schon zwei Mal gewinnen konnte, eine größere Bedeutung zu, da die DFB-Pokal-Teilnehmer nun über die Landesverbände ermittelt wurden. Nach einem 1:0-Finalsieg setzten sich die Steinburger gleich in der ersten Saison mit dem neuen Austragungsmodus durch und gewannen das Finale mit 1:0 gegen Holstein Kiel. Zehn Jahre später erfolgte der vierte Landespokalsieg.
Außerhalb des Ligaspielbetriebs erfolgten 1952, 1975 und 1977 auch drei Teilnahmen an der Deutschen Amateurmeisterschaft. Über die erste Runde kamen die Holsteiner dabei nur im Jahr 1975 hinaus, als sie den SV Meppen nach Hin- und Rückspiel mit 3:2 bezwingen konnten. Im Viertelfinale folgte gegen den späteren Finalisten SC Victoria Hamburg das Aus in der Verlängerung des Rückspiels.

### Erfolge
- Meister in Schleswig-Holstein: 1948, 1949, 1950, 1954, 1965, 1985, 1986, 2005
- Meister der Verbandsliga Süd-West: 2011
- SHFV-Pokalsieger: 1955, 1964, 1975, 1985
- Schleswig-Holsteinischer Hallenlandesmeister: 2005

### Bekannte ehemalige Spieler
... siehe oben; außerdem:
- Fabian Boll (FC St. Pauli)
- Eberhard Herbst (Hannover 96)
- Vinicio Zanforlini (FC St. Pauli)
- Karl Heiny Noldt (FC St. Pauli)

### Weitere Mannschaften
Die Itzehoer SV Amateure rückten 1966/67 durch die Disqualifikation des TSV Brunsbüttelkoog nachträglich in die Aufstiegsrunde zur Amateurliga Schleswig-Holstein und setzten sich dort mit zwei knappen Erfolgen gegen den Eichholzer SV und DGF Flensborg durch. Da verhältnismäßig wenige Mannschaften aus Schleswig-Holstein den dauerhaften Aufstieg in überregionale Spielklassen schafften, war der Itzehoer SV nach Holstein Kiel und dem VfR Neumünster erst der dritte Verein, der mit seiner zweiten Mannschaft in der höchsten Landesspielklasse vertreten war. Dort verbrachte der ISV II insgesamt fünf Spielzeiten und war 1968/69 – trotz eines Abstiegs am Saisonende – erstmals auch die stärkste Reservemannschaft im SHFV.
Im Jugendbereich dominierten in Schleswig-Holstein vor allen Dingen die Städte Kiel und Lübeck mit gleich mehreren Vereinen. Nichtsdestotrotz konnten auch an der Westküste mehrfach Erfolge verzeichnet werden. Bei den Jungmannen erreichte der ISV bereits in den Jahren 1952 und 1953 erste Landesmeisterschaften und nahm nach dem dritten Titelgewinn 1960 auch erstmals an der Norddeutschen Endrunde teil. Die Steinburger mussten sich dort im Halbfinale dem Hamburger SV mit 2:4 geschlagen geben und nach erreichten durch einen anschließenden 4:2-Erfolg über Eintracht Bremen den dritten Platz. In den folgenden Jahrzehnten gelang auch die dreimalige Qualifikation für Wettbewerbe auf Bundesebene: Die A-Junioren waren im DFB-Jugend-Kicker-Pokal 1989/90 sowie der Deutschen Meisterschaft 1976/77 teil, die B-Junioren waren bei der Deutschen Meisterschaft 1987/88 vertreten. In allen drei Wettbewerben schieden die Steinburger – wie auch die meisten anderen Vertreter Schleswig-Holsteins bei Bundeswettbewerben – bereits in der ersten Runde aus. 1997/98 war die U19-Mannschaft zudem für ein Jahr in der erstklassigen Regionalliga Nord aktiv.

### Rivalitäten
In seiner Vereinsgeschichte hatte der ISV mehrere Konkurrenten auf lokaler Ebene, innerhalb des Kreises Steinburg waren dies zu verschiedenen Zeitpunkten beispielsweise Fortuna Glückstadt und der TSV Lägerdorf. Traditionell bestand darüber hinaus eine langjährige Rivalität mit dem Heider SV aus dem benachbarten Kreis Dithmarschen. Im Westküstenderby trafen mit Itzehoe und Heide die beiden einzigen Vereine aus dem ländlich geprägten Westen des Bundeslandes aufeinander, die den Aufstieg in die erstklassige Oberliga Nord oder die zweitklassige Regionalliga Nord erreichten. Zudem agierten die Mannschaften aus den beiden Kreisstädten in der Nachkriegszeit nicht selten unter ähnlichen Bedingungen und befanden sich dementsprechend sportlich häufig auf Augenhöhe.
Die folgende Zeitleiste gibt einen Überblick über die jeweils bestplatzierte Mannschaft aus dem heutigen Fußballkreis Westküste – zu welchem die Kreise Dithmarschen und Steinburg, nicht jedoch Nordfriesland zählen – bis zum Jahr 2010.

## Kegelsportabteilung
Die Kegelsportabteilung des Itzehoer SV von 1909 wurde im Nachkriegsjahr 1946 gegründet. Ihre Athleten praktizierten hauptsächlich das Sportkegeln auf Bohlebahnen, zum Teil auch auf Dreibahnen, und konnten im Laufe der Jahrzehnte zahlreiche Erfolge feiern. Diese geschichtsträchtige Sparte hat sich in der Jahresmitte 2010 aufgelöst; Ihr Nachfolger ist der Verein Itzehoer Sportkegler (VISK) e. V., der Tradition und Fortschritt miteinander verbinden sowie den Kegelsport in der Steinburger Kreisstadt noch populärer machen und weiter voranbringen will.
Die Präzisionssportler des ISV 09 nahmen zuletzt – in der Saison 2009/10 – mit drei Mannschaften am Punktspielbetrieb des Deutschen Bohle Kegler Verbandes (DBKV) e. V. und des Schleswig-Holsteinischen Keglerverbandes (SHKV) e. V. teil. Außerdem waren in ihren Reihen zahlreiche Landesauswahl-, National- und Europacupspieler sowie diverse Meister und Medaillengewinner in den Einzel-, Paar- und Mannschaftswettbewerben von der Kreis- über die Bezirks- bzw. Regions- und Landes- bis hin zur nationalen Ebene zu finden.
Die 1. Kegel-Mannschaft wurde im Sportjahr 1994/95 Meister der damaligen 2. Bundesliga Nord und erreichte damit den Aufstieg in die 1. Kegel-Bundesliga. Die größten Erfolge der Leistungsriege waren dort der Titel des Deutschen Vizemeisters in der Saison 1995/96 und die Wiederholung dieses Erfolges in der Punktspielserie 2004/05.